# دارک پیکچرز: امید کوچک
گلچین تصاویر تاریک: امید کوچک (انگلیسی: The Dark Pictures Anthology: Little Hope) یک بازی ویدئویی در سبک درام تعاملی و ترس و بقا است که توسط سوپرمسیو گیمز توسعه یافته و به‌وسیلهٔ باندای نامکو انترتینمنت و در سال ۲۰۲۰ و در پلت‌فرم‌های پلی‌استیشن ۴، ایکس‌باکس وان، و مایکروسافت ویندوز منتشر شده است. این بازی بعد از دارک پیکچرز: مرد مدان منتشر شد. ویل پولتر و پیپ تورنس از جمله بازیگران حاضر در این بازی هستند. در ۲۷ سپتامبر ۲۰۲۲، این بازی برای کنسول‌های پلی‌استیشن ۵ و ایکس‌باکس سری اکس/اس، و اکتبر ۲۰۲۳ برای نینتندو سوئیچ در دسترس قرار گرفت.

## داستان
لیتل هوپ به عنوان یک داستان ناتمام در اختیار گرداننده همه جا حاضر (پیپ تورنس) است که از بازیکن در تکمیل آن درخواست کمک می‌کند.
در حال حاضر، راننده اتوبوس چهار دانش آموز به نام‌های اندرو (ویل پولتر)، آنجلا (الن دیوید)، تیلور (کایتلین اسپونهایمر) و دانیل (کایل بیلی) و استاد آنها، جان (الکس ایوانوویچی) را با خود می‌برد. سفر کلاسی، قبل از سقوط بعد از مجبور شدن به دور زدن در شهر ارواح لیتل هوپ. سپس داستان به پیش‌درآمد در سال ۱۹۷۲ در مورد خانواده کلارک بازمی‌گردد: والدین، آن (دیوید) و جیمز (ایوانوویچی) و چهار فرزندخوانده آنها ، آنتونی (پولتر)، تانیا (اسپونهایمر)، دنیس (بیلی)، و مگان (اسکای بورکت). مگان عروسک خود را روی اجاق گاز روشن شده توسط آنتونی قرار می‌دهد و آتش خانه را به راه می‌اندازد که در آن هر یک از اعضای خانواده می‌میرند به جز آنتونی، که با پایان یافتن مقدمه به خانه در حال سوختن برمی گردد.
در زمان حال، گروه برای جستجوی کمک به دلیل گم شدن راننده اتوبوس راهی لیتل هوپ شد. آنها برای استفاده از تلفن وارد یک نوار می‌شوند و با وینس (کوین هانچارد)، دوست پسر تانیا در زمان آتش‌سوزی خانه روبرو می‌شوند، که فاش می‌کند که هیچ قدرتی وجود ندارد. در راه جاده، اندرو و آنجلا یک عروسک پیدا می‌کنند و توسط یک شخصیت شبح مانند به نام مری (بورکت) به عقب کشیده می‌شوند. همه گروه شروع به برخورد با مری می‌کنند و فلاش بک‌هایی را مشاهده می‌کنند که در آن کشیش کارور (دیوید اسمیت) از مریم باج می‌گیرد تا به او کمک کند تا ساکنان لیتل هوپ (گروه همزادان کنونی) را برای جادوگری آماده کند. هر یک از اعضای گروه بجز اندرو شاهد هستند که حقه بازان آنها قبل از حمله توسط نسخه شیطانی آنها اعدام می‌شوند و بر اساس انتخاب بازیکن یا با موفقیت فرار می‌کنند یا می‌میرند. در نهایت، گروه به خانواده کلارک ختم می‌شود و شاهد آخرین فلاش بک هستند که کارور به ماری خیانت کرده و او را برای جادوگری آماده کرده است. اندرو می‌تواند به دوپلنگ خود دستور دهد که یا کارور را مقصر بداند و او را با خود برده، عروسک مری را بسوزاند، یا مری را سرزنش کند و او را اعدام کند.
در بازگشت به زمان حال، اندرو معلوم می‌شود که در واقع راننده اتوبوس ، آنتونی بوده است، که پس از مجبور شدن به بازگشت به امید کوچک، گروه کنونی و ساکنان را به عنوان چهره‌هایی از گذشته خود، از جمله خانواده اش، توهم زد. بسته به رفتار او با وینس، که او سرانجام او را سرزنش کرد، و اینکه او اسلحه دارد یا نه، دستگیر می‌شود، خودکشی می‌کند، همچنان خود را در مرگ خانواده اش سرزنش می‌کند، یا می‌پذیرد که آتش‌سوزی خانه مقصر او نبوده است.